# Ordre de l'Étoile africaine
Pour les articles homonymes, voir Ordre de l'Étoile.
L'ordre de l'Étoile africaine est un ordre honorifique fondé en 1888 par le roi Léopold II de Belgique au Congo belge, par la suite incorporé au système belge en 1908.

## Historique
Établi par le roi Léopold II de Belgique le 30 décembre 1888, en sa capacité de roi de l'état indépendant du Congo, et incorporé dans le système belge des décorations le 10 octobre 1908, l'Ordre de l'Étoile africaine servait comme marque visible des services rendus par le décoré en faveur du Congo (ou de la colonie belge du Congo) et, plus généralement, en faveur de la civilisation africaine.
La décoration se compose d'une étoile émaillée à cinq branches entourée d'une guirlande de feuilles de palmier et portant en son centre une étoile d'or sur fond bleu. Le revers porte un L et un S entrelacés (Léopold souverain) sur un fond rouge. Le ruban est en azur moiré ayant au milieu une raie jaune pâle très large.
Tout comme l'ordre du Lion, cet ordre n'est plus décerné depuis l'indépendance du Congo le 30 juin 1960.

## Structure
Cet ordre est composé de cinq classes :
- Grand-croix
- Grand officier
- Commandeur
- Officier
- Chevalier

et de trois médailles :
- Médaille d'or
- Médaille d'argent
- Médaille de bronze

## Récipiendaires
Grand-croix :
- Léopold II de Belgique ;
- Albert Ier de Belgique ;
- Léopold III de Belgique ;
- Baudouin Ier de Belgique ;
- Charles de Belgique ;
- Auguste Beernaert ;
- Paul de Smet de Naeyer ;
- Louis Franck ;
- Georges Theunis ;
- Jules Renkin ;
- Émile Francqui ;
- Frederik-Valdemar Olsen ;
- Charles Tombeur de Tabora.

Grand officier :
- Alexandre Delcommune ;
- Paul Ermens ;
- Georges Moulaert ;
- Pierre Orts ;
- Alphonse Van Gele ;
- Jean Jadot ;
- Gaston Heenen.

Commandeur :
- Martin Rutten ;
- Théophile Wahis ;
- Camille Janssen ;
- Victor Roelens ;
- Émile Wangermée ;
- Émile Cartier de Marchienne ;
- Auguste-Édouard Gilliart ;
- Cyriaque Gillain ;
- Eugène Henry.

Officier :
- Louis Valcke ;
- Philippe Molitor ;
- Armand Huygé de Mahenge ;
- Léopold De Koninck ;
- Edmond Carton de Wiart ;
- Edgar Sengier ;
- Edmond Thieffry[2].

Chevalier :
- Francis Dhanis ;
- Albert Paulis ;
- Alphonse Cabra ;
- Oscar Michaux ;
- Albert Lantonnois van Rode ;
- Ludovic Joubert.
- Gérard Greindl.